# 国鉄タキ300形貨車
国鉄タキ300形貨車（こくてつタキ300がたかしゃ）は、かつて鉄道省、日本国有鉄道（国鉄）及び1987年（昭和62年）4月の国鉄分割民営化後は日本貨物鉄道（JR貨物）に在籍した私有貨車（タンク車）である。
本形式から改造され別形式となったタム7800形、タサ4600形についても本項目で解説する。

## タキ300形
タキ300形は濃硫酸及び発煙硫酸専用の30t積タンク車として1932年（昭和7年）6月4日から1976年（昭和51年）12月10日にかけて483両（コタキ300 - コタキ399、コタキ1300 - コタキ1306、コタキ1311 - コタキ1399、コタキ4300 - コタキ4586）が日本車輌製造、新潟鐵工所、日立製作所、三菱重工業、川崎車輛、汽車製造、富士重工業、飯野重工業、造機車輌、帝國車輛工業、富士車輌の11社で製作された。この内14両は他形式（シキ150形（シキ151→コタキ1305 - コタキ1306）、タキ1700形（コタキ1700、コタキ1713 - コタキ1715、コタキ1723、コタキ1718、コタキ1710、コタキ1706）→コタキ4423 - コタキ4427、コタキ4580 - コタキ4582）、タキ6000形（コタキ6000 - コタキ6001→コタキ4437 - コタキ4438）、タ580形（タ1580・タ1581→コタキ4473・コタキ4474））からの改造編入車である。この製造期間は日本のタンク車では最長記録である。
記号番号表記は特殊標記符号「コ」（全長 12 m 以下）を前置し「コタキ」と標記する。
本形式の他に「濃硫酸」又は「濃硫酸及び発煙硫酸」を専用種別とする貨車は、タム400形（418両）、タキ4000形（351両）、タキ5750形（500両）、タキ46000形（71両）等実に21形式が存在した。
ドーム付き直円筒型のタンク体は、普通鋼（一般構造用圧延鋼材、SS41現在のSS400）製で荷役方式はタンク上部のマンホール又は積込口からの上入れ、液出管と空気管使用による上出し方式である。
1979年（昭和54年）10月より化成品分類番号「侵（禁水）84」（侵食性の物質、水と反応する物質、腐食性物質、禁水指定のもの）が標記された。
車体色は黒色、寸法関係は長期間に渡る製作期間のため様々であるが一例として全長は9,000mm、全幅は2,720mm、全高は3,471mm、台車中心間距離は4,900mm、実容積は16.2m3 - 19.0m3、自重は13.8t - 17.5t、換算両数は積車4.5、空車2.0であり、台車はベッテンドルフ式のTR41C、TR41D-4である。
1987年（昭和62年）4月の国鉄分割民営化時には275両の車籍がJR貨物に継承され、1995年（平成7年）度末時点では35両が現存していたが、2007年（平成19年）10月に最後まで在籍した3両（コタキ4523、コタキ4581、コタキ4582）が廃車となり同時に形式消滅となった。

## タム7800形
1961年（昭和36年）7月17日に1両（コタキ4369）の専用種別変更（濃硫酸→フタル酸ジオクチル）が行われ、形式名は新形式であるタム7800形（タム7801）とされた。約2か月後の9月15日に2両（コタキ4343、コタキ4370）の追加改造工事が行われ、合計3両がタム7800形（タム7800 - タム7802）として落成した。
本形式の他にフタル酸ジオクチルを専用種別とする形式には、タ3000形（2代）（8両）、タキ5950形（3両）の2形式が存在した。
所有者は新日本窒素肥料（社名は1965年（昭和40年）1月30日にチッソへ変更された）のみであり、その常備駅は鹿児島本線（現在の肥薩おれんじ鉄道線）の水俣駅であった。
1984年（昭和59年）10月31日に最後まで在籍した2両（タム7800・タム7801）が廃車となり同時に形式消滅となった。

## タサ4600形
1959年（昭和34年）9月14日に1両（コタキ4375）の専用種別変更（濃硫酸→アクリルニトリル）が行われ、形式名は新形式であるタサ4600形（コタサ4600）とされた。翌年2月13日に、1両（コタキ4376）の追加改造工事が行われ、合計2両がタサ4600形（コタサ4600・コタサ4601）として落成した。記号番号表記は特殊標記符号「コ」（全長 12 m 以下）を前置し「コタサ」と標記する。
本形式の他にアクリルニトリルを専用種別とする形式は、タ3800形（2両）、タム6900形（7両）、タキ6900形（45両）の3形式があった。
所有者は日東化学工業のみであり、その常備駅は東海道本線貨物支線（通称、高島線）の新興駅であった。
1979年（昭和54年）10月より化成品分類番号「燃毒36」（燃焼性の物質、毒性の物質、引火性液体、酸化性または反対性のあるもの）が標記された。
1986年（昭和61年）10月31日に2両そろって廃車となり同時に形式消滅となった。